# 笠松湊

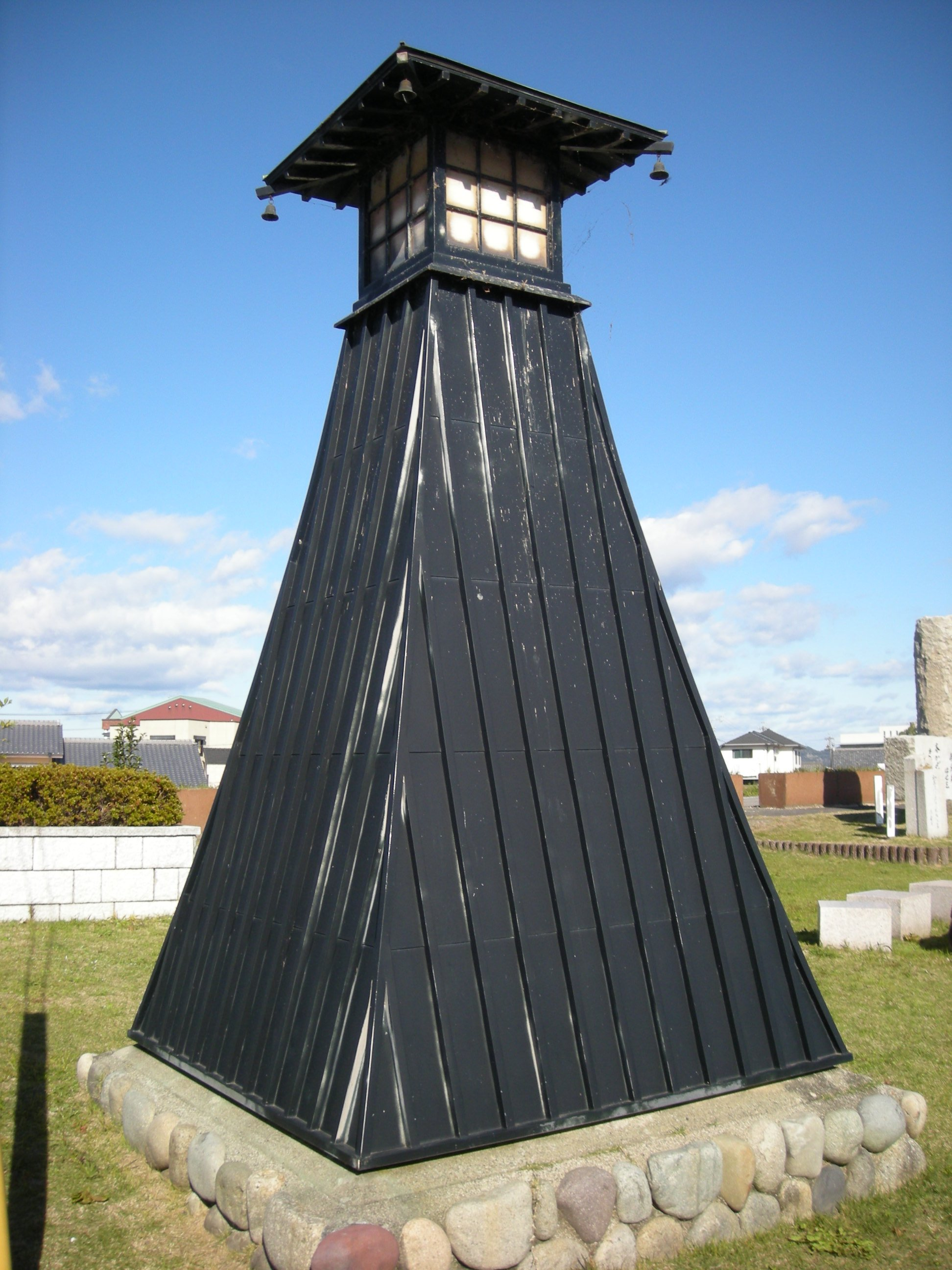
笠松湊（川灯台）

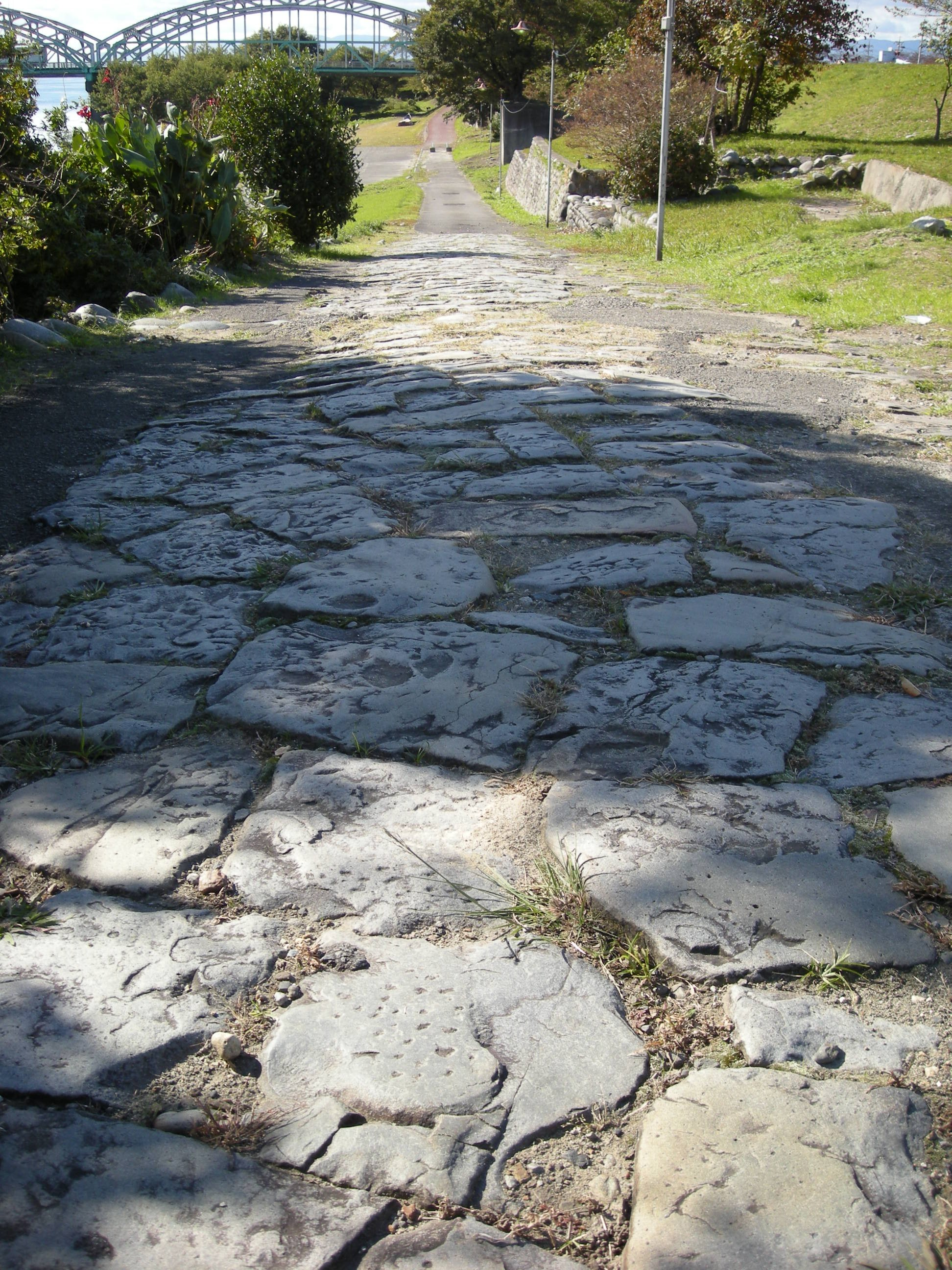
木曽川笠松渡舟場跡（石畳）

笠松湊（かさまつみなと）とは岐阜県羽島郡笠松町港町にあった河川港である。
木曽川水運の中継地点として発展していた。現在は笠松みなと公園として整備されており、川灯台が建てられている。港までの道には河原石を敷き詰めた石畳が今でも残っている。
笠松渡船場跡石畳は県指定史跡（昭和42年11月）。

## 概要
1662年（寛文2年）に美濃国奉行（美濃郡代）名取半左衛門長知が郡代陣屋を移し、傘町から笠松に改称してから約200年にわたり、笠松陣屋を中心に、徳川幕府直轄地支配や治水行政の中心地、地方物資の集散地となった。
木曽川水運の拠点としても発展し、下流の桑名、四日市、名古屋からは海産物や塩、衣類などが運ばれ、上流からは年貢米や材木、薪炭などが運ばれた。また宝江渡船の美濃側の船着き場でもあった。
かつては問屋や倉庫、船宿、料亭などが立ち並び木曽川随一の繁栄を誇っていた。
1885年（明治18年）には笠松湊へ寄港する船は1日平均38艘、1年間に6,440艘あまりで、1892年（明治25年）ごろまでは桑名からの蒸気船が1日2往復していた。
大正から昭和初期には、ポンポン船と呼ばれる大型発動機船の時代となったが、近年鉄道の普及、自動車の発達により笠松港の役割は終わった。